# Francesco Loi
Francesco Loi (Olasz Királyság, Cagliari, 1891. február 21. – Olaszország, Modena, 1977. március 9.) olimpiai bajnok olasz tornász.
Részt vett az 1912. évi nyári olimpiai játékokon Stockholmban. Egy torna versenyszámban indult, a csapatverseny meghatározott szereken és aranyérmes lett. 
Az első világháború után részt vett az 1920. évi nyári olimpiai játékokon Antwerpenban, mint tornász. Európai rendszerű csapat versenyben ismét aranyérmes lett.
Klubcsapata a Reale Società Ginnastica Torino volt.